# Василий I (Московско княжество)
Вижте пояснителната страница за други личности с името Василий I.
Василий I Дмитриевич (на руски: Василий I Дмитриевич) е велик княз на Московското княжество и Владимиро-суздалското княжество от 1389 до 1425.

## Произход и управление
Той е най-възрастният син на великия княз Дмитрий Донски и Евдоксия Дмитриевна, дъщеря на суздалския княз Дмитрий Константинович.
Василий I продължава политиката на баща си и разширява територията и Московското княжество, като присъединява към него Нижни Новгород и Муром през 1392 и Калуга, Вологда, Велики Устюг и Коми през 1397 – 1398. В същото време управлението се централизира и правата на земевладелците в именията им е ограничена, за сметка на тази на подчинени на великия княз служители.
През 1392 Василий се жени за София, единствена дъщеря на Витаутас (Витовт), владетел на Великото Литовско княжество, което се превръща в западен съсед на Московското княжество. Въпреки на моменти обтегнатите отношения, Василий се опитва да поддържа съюза с тъста си в противовес на Златната орда.
По време на управлението на Василий I Златната орда преживява тежка криза. През 1395 тя е нападната от Тимур, столицата е разрушена и голяма част от градското население е изселена в Средна Азия, което подкопава технологичното превъзходство на Златната орда над руските княжества. През следващите години Златната орда изпада в анархия и Василий спира изплащането на традиционния данък. През 1408 хан Едигу опустошава московските земи, но не успява да превземе Москва. Въпреки това през 1412 Василий посещава Ордата и признава подчиненото си положение, като плащането на данък е подновено.
Анна, дъщеря на Василий II, се жени за византийския император Йоан VIII Палеолог.